# Felipe Miranda Reyes
Felipe Andrés Miranda Reyes (San Antonio, Chile, 2 de agosto de 1981) es un exfutbolista chileno. Jugaba de defensa central. Estuvo en las divisiones inferiores de Deportes Melipilla desde 1999 y debutó en el primer equipo en 2005.

## Clubes
| Club               | País  | Año         |
| ------------------ | ----- | ----------- |
| Deportes Melipilla | Chile | 2005 - 2007 |
| Curicó Unido       | Chile | 2008 - 2009 |
| Unión San Felipe   | Chile | 2009 - 2011 |
| Magallanes         | Chile | 2012 - 2013 |

## Palmarés

### Campeonatos nacionales
| Título             | Club               | País  | Año  |
| ------------------ | ------------------ | ----- | ---- |
| Primera B de Chile | Deportes Melipilla | Chile | 2006 |
| Primera B de Chile | Curicó Unido       | Chile | 2008 |
| Primera B de Chile | Unión San Felipe   | Chile | 2009 |
| Copa Chile         | Unión San Felipe   | Chile | 2009 |

- Datos: Q5858310